# 03 Greedo

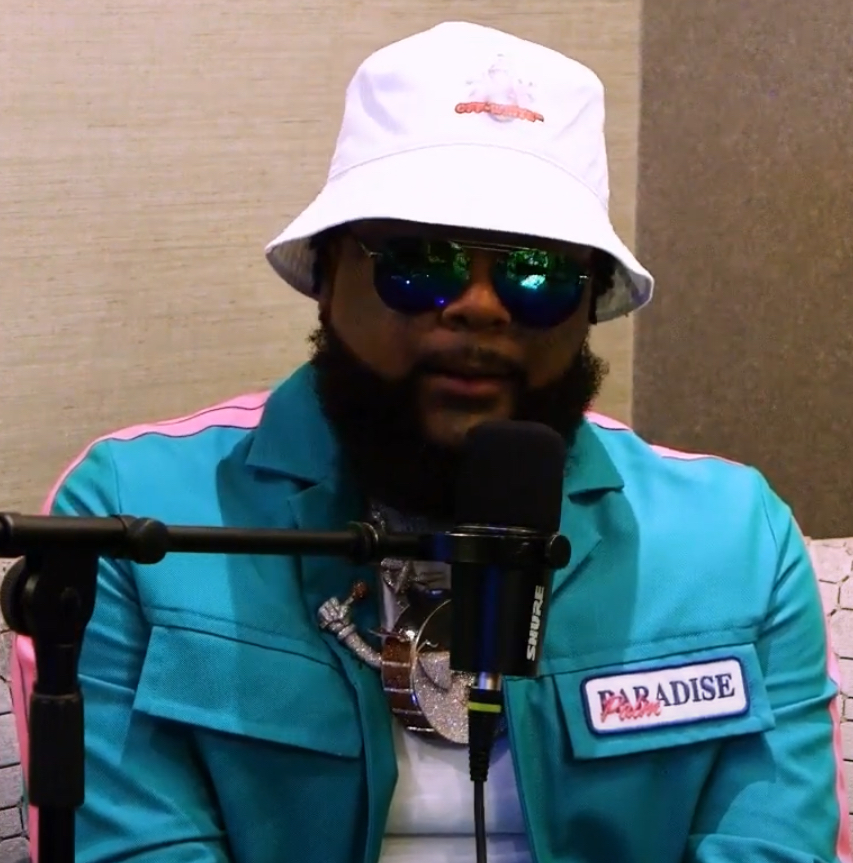
03 Greedo (2023)

03 Greedo (geboren am 26. Juli 1987 in Los Angeles, USA; bürgerlich Jason Jamal Jackson) ist ein amerikanischer Rapper, Sänger, Songwriter und Produzent.

## Karriere
Jason Jamal Jackson entdeckte schon im jungen Alter seine Leidenschaft für das Rappen. Er begann erstmals unter dem Namen Greedy Giddy Musik zu produzieren, in Form vereinzelter Mixtapes, beeinflusst von Southern Rap, welche er unter anderem auf SoundCloud hochlud.
2016 änderte er seinen Namen zu 03 Greedo und startete sein eigenes Label Golden Grenade Empire, um darüber seine selbst produzierte Musik zu veröffentlichen.
Purple Summer und Purple Summer 2: Sun don't shine erschienen beide noch 2016, anschließend, ein Jahr später, brachte 03 Greedo drei weitere Alben heraus, Money Changes Everything, First Night Out und Purple Summer 3: Purple Hearted Soldier.
Seine Bekanntheit stieg innerhalb der Musikindustrie und 2017 unterzeichnete er bei Alamo Records einen Millionen-Dollar-Vertrag, welche mit dem Künstler 2018 das Mixtape The Wolf of Grape Street veröffentlichen, gefolgt von seinem ersten Studio-Album God Level. In dem Album waren weitere Künstler als Feature vertreten wie beispielsweise Rich the Kid.
Ungefähr ein Jahr nach Antritt seiner Haftstrafe wurde wie angekündigt 2019 das Album Still Summer In The Projects veröffentlicht, das Features von den Rappern Shoreline Mafia, YG und Trilliano beinhaltet, entstanden in Zusammenarbeit mit DJ Mustard. Ebenfalls im Jahr 2019 veröffentlichte er das mit Kenny Beats gemeinsam aufgenommene Album Netflix & Deal sowie eine EP mit Blink-182`s mit dem Schlagzeuger Travis Barker.
Kurz vor seiner Entlassung Anfang 2023 brachte Jackson die Single Free 03 heraus, produziert von Mike Free. Kurz nach seiner Entlassung, als Comeback, veröffentlichte er sein fünftes Album Halfway There mit Features von Rappern Rich the Kid, Ty Dolla Sign, Babyface Ray und weiteren.
Sein Musikstil ist Contemporary Rap und West Coast Rap.

## Leben
Im Juli 2018, wurde 03 Greedo, aufgrund von Drogen- und Waffenbesitz, zu ursprünglich 300 Jahren Haft verurteilt. Die Haftstrafe geht auf das Jahr 2016 zurück, als er von der Polizei mit über vier Pfund Methamphetamine und zwei gestohlenen Waffen festgenommen wurde.
Da er ein Geständnis ablegte, reduzierte sich seine Freiheitsstrafe auf 20 Jahre und Jackson hoffte aufgrund seiner guten Führung eine reduzierte Strafe von fünf Jahren zu erhalten.
Im Juni 2022 wurde entschieden, dass Jackson nach Abschluss eines Vorentlassungsprogramms auf Bewährung freigelassen werden sollte. Am 8. Januar 2023 wurde durch das Texas Department Of Criminal Justice bestätigt, dass der Rapper am 12. Januar 2023 freigelassen werden sollte.
Trotz des Urteils intendierte der Künstler weiterhin Musik zu produzieren und zu veröffentlichen. Er sagt, vor Antritt seiner Strafe habe er 3000 neue Songs fertiggestellt.

## Diskografie

### Alben und Mixtapes
- 2010: Bi-Polar Disc One
- 2016: Purple Summer
- 2016: Purple Summer 2: Sun don't shine
- 2017: Money Changes Everything
- 2017: Purple Summer 3: Purple Hearted Soldier
- 2017: First Night Out
- 2018: The Wolf of the Grape Street
- 2018: God Level
- 2019: Still Summer In The Projects
- 2019: Netflix & Deal
- 2020: Load It Up Vol.1
- 2023: Free 03
- 2023: Halfway There

### Singles
- 2018: Substance (US: ×2Doppelplatin )[11]
- 2019: Trap House (feat. Shoreline Mafia, US: Platin)